# Kalidoro
Kalidoro is een bestuurslaag in het regentschap Pati van de provincie Midden-Java, Indonesië. Kalidoro telt 1999 inwoners (volkstelling 2010).